# Wilhelm Schwarz (Politiker, 1887)
Wilhelm Schwarz (* 19. Dezember 1887 in Neudenau; †  18. Mai 1966) war deutscher Politiker. Er gehörte von 1930 bis 1933 für die Zentrumspartei dem Landtag der Republik Baden und von 1946 bis 1953 für die CDU dem Kreistag an. Er war von 1945 bis 1954 Bürgermeister von Mosbach, wo er 1957 zum Ehrenbürger ernannt wurde.

## Leben
Schwarz wurde als siebtes Kind eines Wagners geboren. Nach der Schule absolvierte er ab 1902 eine Lehre bei der Druckerei Eiermann in Mosbach, wo auch die Zentrumszeitung Mosbacher Volksblatt erschien. 1905 schloss er die Lehre mit der Gesellenprüfung ab, wenig später war er auf Wanderschaft bei Betrieben in Pforzheim, Heidelberg und Karlsruhe. Von 1907 bis 1909 war er in Karlsruhe beim Militär. Zu jener Zeit trat er auch bereits als Redner für die Zentrumspartei und den Volksverein für das katholische Deutschland in Erscheinung. Nach seiner Rückkehr in seinen Lehrbetrieb nach Mosbach wurde Schwarz 1910 Vorsitzender des Gutenbergbunds, eines Zusammenschlusses zentrumsnaher Buchdrucker. 1912 absolvierte er eine zweimonatige volkswirtschaftliche Fortbildung beim Volksverein, dessen Büro in Lauda für das nordöstliche Baden er danach bis zum Beginn des Ersten Weltkriegs leitete. Die Kriegsjahre verbrachte er als Soldat, nach einer Verwundung kehrte er 1918 kurz vor Kriegsende nach Mosbach zurück, wo er am 30. November 1918 die Tochter seines Lehrmeisters heiratete.
Nach dem Ersten Weltkrieg übernahm Schwarz das Volksbüro in Mosbach und wurde 1919 zum jüngsten Stadtrat Mosbachs gewählt. 1922 nahm er eine Stelle als Verwaltungsratschreiber der Stadt Mosbach an. Über seine Tätigkeit innerhalb der badischen Zentrumspartei in den 1920er Jahren ist wenig bekannt, doch hatte er bis 1930 genügend Renommee, um für den verstorbenen Parteiführer Dr. Schofer in den Landtag der Republik Baden nachzurücken. Nach der Machtübernahme durch die Nationalsozialisten endete seine politische Karriere auf lokaler und Landesebene vorläufig. In der Zeit des Nationalsozialismus arbeitete Schwarz als Versicherungsvertreter.
Als politisch unbelastete Person wurde Schwarz am 1. Juni 1945 von der amerikanischen Militärregierung als Bürgermeister von Mosbach eingesetzt. Er zählte zu den Mitbegründern der CDU-Ortsgruppe und hatte bis 1950 den Kreisvorsitz inne. 1946 gehörte er für die CDU der verfassunggebenden Landesversammlung in Württemberg-Baden an, danach noch bis 1953 als CDU-Fraktionsvorsitzender dem Kreistag. Im Januar 1954 unterlag er bei der Mosbacher Bürgermeisterwahl dem von den Freien Wählern unterstützten Bewerber Werner Tarun und trat daraufhin in den Ruhestand. Zu seinem 70. Geburtstag wurde Schwarz mit dem Ehrenbürgerrecht in Mosbach und dem Bundesverdienstkreuz ausgezeichnet.